# Acronicta solimana
Acronicta solimana är en fjärilsart som beskrevs av Max Wilhelm Karl Draudt 1938. Acronicta solimana ingår i släktet Acronicta och familjen nattflyn. Inga underarter finns listade i Catalogue of Life.